# 筑摩 (防護巡洋艦)
| 左側が艦尾 |                                                                             |
| 艦歴       |                                                                             |
| 計画       | 明治40年度補充艦艇費                                                        |
| 発注       | 1909年7月13日製造訓令                                                       |
| 起工       | 1910年5月23日                                                               |
| 進水       | 1911年4月1日                                                                |
| 竣工       | 1912年5月17日                                                               |
| 除籍       | 1931年4月1日                                                                |
| その後     | 1935年頃 撃沈処分                                                           |
| 要目       |                                                                             |
| 排水量     | 常備：5,000t                                                                |
| 全長       | 144.8 m / 134.1m（垂線間長）/140.5m（水線長）                               |
| 全幅       | 14.2m                                                                       |
| 吃水       | 5.1m                                                                        |
| 機関       | イ号艦本式混焼罐×16基 カーチス式タービン直結方式×2基、2軸推進、22,500hp馬力 |
| 燃料       | 石炭1,128t 重油300t                                                         |
| 速力       | 26.0kt                                                                      |
| 航続距離   |                                                                             |
| 乗員       | 414名                                                                       |
| 兵装       | 45口径15.2cm単装砲8門 40口径7.6cm単装砲4門 45.7cm水上魚雷発射管3門          |
| 装甲       | 舷側：89mm 甲板水平部：22mm 甲板傾斜部：57mm 司令塔：102mm                  |
| その他     | 信号符字：GQHP（竣工時）                                                    |

筑摩（ちくま）は、日本海軍の二等巡洋艦。筑摩型の1番艦である。艦名は筑摩川（千曲川、信濃川の上流部）にちなんで名づけられた。筑摩型は機関にタービンを搭載するなど、近代的軽巡洋艦への過渡的巡洋艦であった。

## 艦型
筑摩型は、日本海軍の巡洋艦として初めてタービン機関を採用した。同型艦3隻（筑摩、平戸、矢矧）には性能実績を調査するためにそれぞれ異なるタイプの機関を搭載している。筑摩の大型缶には過熱器が装備されている。一般的に筑摩型は防護巡洋艦と認識されているが（日本海軍の法的な類別は二等巡洋艦）、舷側装甲を持っていた。

## 艦歴
仮称艦名「伊号二等巡洋艦」。1910年（明治43年）5月23日、佐世保海軍工廠で起工。
1911年（明治44年）4月1日、明治天皇皇太子（即位前の大正天皇）は御召艦鹿島（供奉艦は戦艦薩摩、第一艦隊司令長官上村彦之丞大将）に乗艦して佐世保に到着、筑摩進水式に臨んだ。進水式には斎藤実海軍大臣や犬塚勝太郎長崎県知事ほか、海軍重鎮多数が参加した。午前9時30分進水、同日二等巡洋艦に類別された。1912年（明治45年）5月17日、筑摩は竣工した。
同年（大正元年）11月12日、東京湾で海軍大演習観艦式が実施される。大正天皇は横浜港で「筑摩」に乗艦、本艦を御召艦とした。大演習統監は東郷平八郎海軍大将。先導艦は駆逐艦海風、供奉艦は平戸、矢矧、満州であった。横浜沖での観艦式終了後、天皇は戦艦安芸に移乗して午餐をとった。その後、横浜港から東京へ戻った。
第一次世界大戦では、南太平洋、南シナ海、インド洋での作戦に参加した。1914年（大正3年）8月23日、日本はドイツ帝国に対し宣戦を布告する。同時期、ドイツ帝国海軍東洋艦隊の巡洋艦エムデンはインド洋・南洋方面に進出し、英国船を襲撃していた。日本海軍はイギリスとの共同作戦により、筑摩と巡洋戦艦伊吹はシンガポール経由でジャワ島方面に向かった。出撃の情報が到着の数日前にシンガポールで流布し、ドイツ側に察知されてエムデンを捕捉することができず、この間エムデンはベンガル湾で英国汽船5隻を撃沈、シンガポール日本領事館の駐在武官・荒城海軍少佐が「シンガポールの在留日本人が噂を流したことで作戦が失敗し、英国に対して面目を失した」として日本語紙記者に住民に対し警告を発するよう求めたとされている。
1921年から1924年までおもに中国水域の警備活動に従事した。1926年より横須賀海兵団岸壁に繋留される。1931年（昭和4年）4月1日、除籍と共に廃艦第3号と仮称。
1934年（昭和9年）1月19日、旧筑摩の後部マストが湊川神社に下附されることになった。
1935年頃、実艦的として撃沈処分された。

## 歴代艦長
※『日本海軍史』第9巻・第10巻の「将官履歴」及び『官報』に基づく。階級は就任時のもの。
- 片岡栄太郎 大佐：1911年12月1日 - 1912年4月20日 ＊兼佐世保海軍工廠艤装員
- 山崎米三郎 大佐：1912年4月20日 - 1912年6月29日 ＊兼佐世保海軍工廠艤装員（- 1912年5月17日）
- 向井弥一 大佐：1912年6月29日 - 1912年11月13日
- 小山田仲之丞 大佐：1912年11月13日 - 1913年12月1日
- 井原頼一 大佐：1913年12月1日 - 1914年2月26日
- 下平英太郎 大佐：1914年2月26日 - 1914年4月7日
- （兼）小山田仲之丞 大佐：1914年4月7日 - 1914年5月6日[24]
- 阪本則俊 大佐：1914年5月6日 - 1915年2月1日
- （心得）松村菊勇中佐：1915年2月1日 - 1915年8月6日
- （心得）田口久盛 中佐：1915年9月25日 - 1915年12月13日
- 田口久盛 大佐：1915年12月13日 - 1916年1月28日
- 田尻唯二 大佐：1916年1月28日 - 1916年12月1日
- 牟田亀太郎 大佐：1916年12月1日 - 1918年2月12日
- 中川寛 大佐：1918年2月12日[25] - 1918年6月1日[26]
- （兼）飯田延太郎 大佐：1918年6月1日[26] - 1918年7月5日
- （兼）大内田盛繁 大佐：1918年7月5日 - 1918年9月25日
- 大見丙子郎 大佐：1918年9月25日 - 1918年11月1日
- （兼）大見丙子郎 大佐：1918年11月1日 - 1918年11月25日
- 末次信正 大佐：1918年12月1日 - 1919年8月5日
- 横地錠二 大佐：1919年8月5日 - 1920年12月1日
- 白石信成 大佐：1920年12月1日 - 1921年11月20日
- （心得）永野永三 中佐：1921年11月20日[27] - 1921年12月1日
- 永野永三 大佐：1921年12月1日[28] - 1922年11月20日[29]
- 田岡勝太郎 大佐：1922年11月20日 - 1923年6月1日
- 栗原祐治 大佐：1923年6月1日[30] - 1923年11月20日[31]
- （心得）中原市介 中佐：1923年11月20日[31] - 1923年12月1日[32]
- 中原市介 大佐：1923年12月1日[32] - 1924年11月1日[33]
- 福井愛助 中佐：1924年11月1日[33] - 1925年1月15日[34]

## 同型艦
- 矢矧 [I] - 平戸 [I]